# Lorenzo Sassoli de Bianchi
Lorenzo Sassoli de Bianchi (Parigi, 1952) è un imprenditore, scrittore, critico d'arte e filantropo italiano fondatore ed attuale presidente di Valsoia, azienda alimentare italiana del settore salute e benessere, presidente di Auditel, società di rilevazione dei dati sull'ascolto televisivo Italiano, presidente emerito dell'UPA (Utenti di Pubblicità Associati), l'associazione italiana degli investitori in pubblicità, e presidente della Fondazione ICA Milano (Istituto per le arti contemporanee)..
Siede nel CDA di numerose associazioni industriali e filantropiche.

## Biografia
Nato a Parigi nel 1952, Sassoli de Bianchi si è laureato in medicina presso l'Università di Bologna dove, successivamente come neurologo, si è occupato di malattie del sonno fino al 1985. Ha contemporaneamente studiato Critica di Arte alla UIA, l'Università internazionale dell'Arte di Firenze.
Nel 1986, è entrato nel Consiglio di Amministrazione della distilleria Buton, creatrice del brandy Vecchia Romagna, di cui nel corso dello stesso anno è stato nominato Amministratore Delegato.
Nel 1990 ha fondato Valsoia, azienda dedicata al benessere alimentare, che nel 2006 si è quotata a Piazza Affari.

## Altri incarichi
Lorenzo Sassoli de Bianchi è presidente di Auditel da aprile 2024.
È presidente emerito dell'UPA (Utenti Pubblicità Associati), di cui è stato presidente dal giugno 2007 a luglio 2024.
È stato presidente del Museo d'Arte Moderna di Bologna dal 1995, riconfermato nel 2009 e nel 2013. Nel 2015, quando il Museo – insieme ad altri musei della città – è stato ricompreso nell'istituzione Bologna Musei, Sassoli de Bianchi ne è stato nominato presidente. L'organismo è responsabile di 13 musei bolognesi, tra cui il MAMbo - Museo d'Arte Moderna di Bologna, il Museo Morandi e il Museo Civico Archeologico di Bologna. Nel novembre 2016 ha lasciato questo incarico.
Il 12 dicembre 2016 Sassoli de Bianchi è stato nominato membro effettivo dell'Accademia Clementina di Belle Arti di Bologna.
Dal 2001 al 2015 è stato inoltre vicepresidente del Consiglio Regionale per i Beni Culturali, e dal 1990 è membro del consiglio di amministrazione dell'associazione musicale Bologna Festival.
Dopo essere stato nominato Cavaliere del lavoro da Sergio Mattarella nel 2015, dal 2019 al 2022 è stato Vicepresidente della Federazione Nazionale dei Cavalieri del Lavoro.
Tra gli altri incarichi, è stato vicepresidente di Unindustria Bologna dal 2004 al 2007 e membro del consiglio di amministrazione dell'agenzia di sviluppo territoriale Promo-Bologna dal 2003 al 2007. Inoltre è stato Consigliere di Amministrazione di Banca UniCredit dal 2012 al 2015 e della Cineteca di Bologna dal 1995 al 2000.

## Filantropia
Lorenzo Sassoli de Bianchi ricopre incarichi direttivi in importanti associazioni di settore e di beneficenza, come la Fondazione del Monte (dal 2002 al 2012), attiva nei settori della solidarietà sociale, dello sviluppo comunitario e della ricerca scientifica, artistica e culturale, oltre all'associazione culturale Centro San Domenico (dal 2005).

## Opere

### Critica d'arte
Appassionato e critico d'arte, Lorenzo Sassoli de Bianchi ha scritto numerosi saggi sull'arte moderna e contemporanea, con testi fra gli altri su Raul Dufy, Salvador Dalí, Giorgio Morandi, Julian Schnabel, Zhang Xiaotao e Feng Zhengjie. Tra i primi a portare l'arte contemporanea cinese all'attenzione dell'Occidente, è anche autore di tre volumi: Cina. Pittura contemporanea (2005), From Heaven to Earth (2008) e Pu Jie (2009). Ha anche scritto l'introduzione e due saggi critici per il volume Primary sull'artista Feng Zhengjie (2007).
Nel 2009 ha curato la personale di Pu Jie a Pechino.

### Narrativa
- La luna rossa, Milano, Sperling & Kupfer, 2020, ISBN 978-88-200-6964-3.
- La luna bianca, Milano, Sperling & Kupfer, 2021, ISBN 978-88-200-7247-6.
- La luna argento, Milano, Sperling & Kupfer, 2022, ISBN 978-88-200-7414-2.
- Evangelina, Milano, Sperling & Kupfer, 2023, ISBN 978-88-200-7944-4.

## Premi
Nel 2024 riceve il premio nazionale di letteratura Francesco Corbisiero.